# Мунсе (династія)

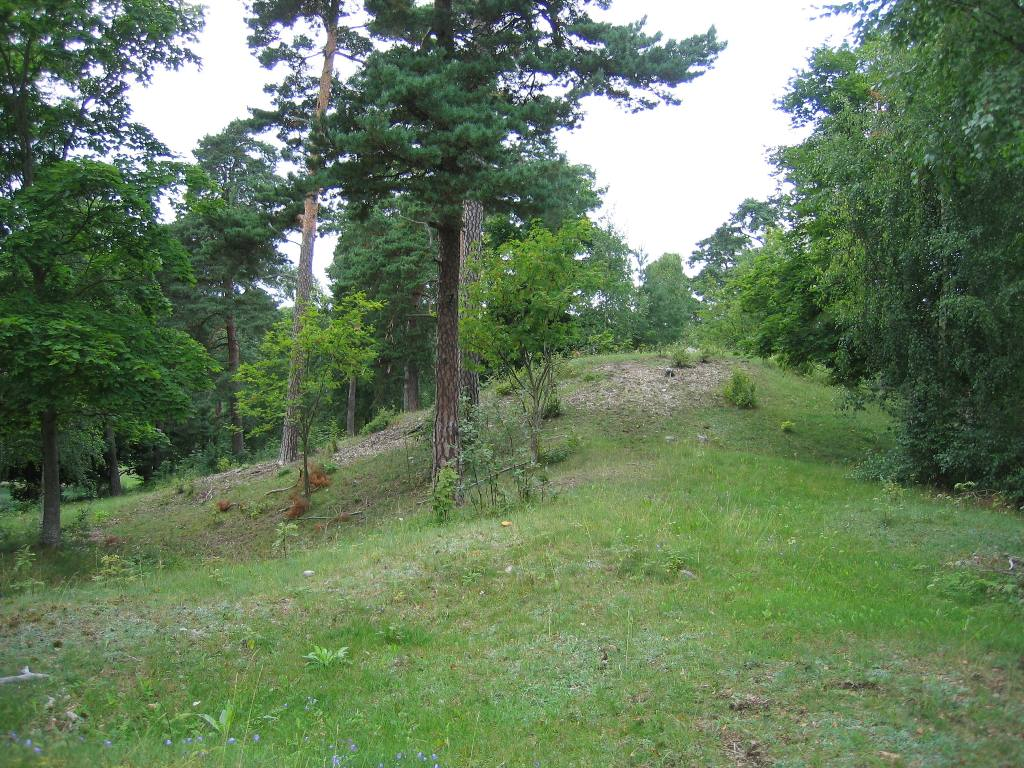
Могильний курган Бйорна Залізнобокого на острові Мунсе

Династія Мунсе (швед. Munsöätten), також відома як Дім Бйорна Залізнобокого (швед. Björn Järnsidas ätt), Уппсальська династія (швед. Uppsalaätten) або ж просто Стара династія (швед. Gamla kungaätten) — перша достовірно засвідчена королівська династія Швеції, що правила протягом Доби вікінгів. Жодна із запропонованих для цієї династії назв не є загальновизнаною та щодо більшості з них і надалі точаться суперечки; назва «Династія Мунсе» походить від спекулятивної теорії про те, що її представники правили з однойменного острова, розташованого на озері Меларен, а назва «Дім Бйорна Залізнобокого», у свою чергу, — від гаданого засновника династії, за переказами, похованого на тому ж самому острові Бйорна Залізнобокого, якого часто вважають скоріше напівлегендарною, аніж реальною історичною постаттю.
Довгу та детальну послідовність конунгів династії Мунсе можна прослідкувати за ісландськими сагами XII та XIII століть, але і вони здебільшого не вважаються надійними свідченнями, адже конунги у них виступають скоріше як легендарні персонажіі. Послідовності конунгів, описаній в сагах, суперечать сучасніші їм німецькі історичні джерела, зокрема, рукописи Римберта і праці Адама Бременського, датовані IX та XI століттями відповідно.

## Етимологія та історіографія

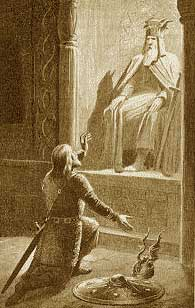
Ерік Переможець молиться Одіну перед легендарною битвою на Фюрісвеллірі. Ілюстрація Єнні Нюстрем, 1895 рік

Через брак збережених джерел конкретної інформації про шведських конунгів за Доби вікінгів існує вкрай мало. Попри те, що довгі та детальні їх можна віднайти в ісландських сагах, які є певною мірою різнорідними сумішами міфів і поезії, сучасні дослідники не вважають ці твори (включно із такими текстами, як, наприклад, Сага про Інґлінґів, Сага про Гервер, Перелік Інґлінґів та Ланґфедґаталь) достовірними джерелами. Важливим є факт, що більша їх частина була написана у ХІІ–ХІІІ століттях, тобто через великий період часу після життя описаних в них конунгів; таким чином, визначити, що є справжніми історичними свідченнями, а що ― міфічною або легендарною складовою, не є можливим, тому вся наявна в них інформація має вважатися якщо не вигаданою, то принаймні легендарною. Упродовж ХІІ–ХІІІ століття у Норвегії, Данії та Швеції укріплювалася королівська влада, і списки конунгів могли створюватися скоріше із політичних або соціальних причин (наприклад, для обґрунтування прав певної династії), аніж з прагненням розповісти справжню історію. Багато хто з легендарних конунгів Швеції правили до Доби вікінгів, але історичні свідчення про ранню геополітику Скандинавії доводять, що більші політичні структури, зокрема королівства, як, наприклад, середньовічні Швеція, Норвегія і Данія, не були сформовані до самого кінця Доби вікінгів. Централізація влади в руках одного монарха, як вважається, є результатом або принаймні була пов'язаною з експансією вікінгів, коли дрібніші конунги посилювали свою владу шляхом прямих воєнних походів як до чужих земель, так і проти своїх сусідів.
У своєму творі «Діяння данів», датованому XII століттям, данський автор Саксон Граматик писав, що шведські конунги Доби вікінгів належали до династії Інґлінґів, ймовірно, повністю вигаданого роду давніх скандинавських правителів, який брав свій початок від бога Одіна, але це твердження суперечить ісландським сагам, згідно із якими Інґлінґи були вигнані зі Швеції в середині VII століття та замінені іншими династіями. Втім, версія про походження династії Мунсе від династії Інґлінґів зустрічаються і у сазі про Гервер.
Для династії Доби вікінгів її сучасного (на той час) імені не збереглося, так само, як і не існує загальноприйнятої назви для неї у сучасній нам історіографії. Назва «династія Мунсе» (швед. Munsöätten) походить від суперечливої і спекулятивної теорії про те, що конунги IX століття перенесли свій трон з Уппсали (важливого раннього політичного центру в Швеції) до острова Мунсе на озері Меларен. Аргументи, що підтримують цю теорію: великий могильний курган на острові та свідчення німецького місіонера Рімберта, та які вказують на те, що конунг Швеції начебто правив біля острова-поселення Бірка, не є дуже достовірними. Оскільки назва «династія Мунсе» також підтримує цю теорію, у сучасній шведській історичній науці її намагаються уникати. Назва «Уппсальська династія» (швед. Uppsalaätten) походить від того факту, що ісландські саги часто звертаються до легендарних шведських конунгів як до королів «в Уппсалі», що є також проблематичним. Втім, цю династія часто називають просто «Старою династією» (швед. Gamla kungaätten), що у свою чергу є більш нейтральним визначенням.
Рідко вживана назва «Дім Бйорна Залізнобокого» (швед. Björn Järnsidas ätt) походить від роду, зачинателем якого, згідно із пізніми ісландськими сагами, є легендарний вікінг Бйорн Залізнобокий. Могильний курган на Мунсе був асоційований із цією постаттю істориками XVIII століття, зокрема шведським вченом Юганом Перінгшельдом, без достатніх причин, тому наразі ця назва так само не схвалюється.
Через неуточнення історичних деталей у більшості джерел сучасні історики вважають недостовірною генеалогію роду Бйорна Залізнобокого, проте твір Vita Ansgari за авторством Адама Бременського вважається набагато надійнішим свідченням, бо краще витримує критичну перевірку джерел. Було здійснено низку спроб гармонізувати джерела між собою, здебільшого шляхом ототожнення конунгів Бйорна II та Анунда Уппсальського із конунгами, які згадуються у тексті Адама Бременського ― Бйорном та Анундом відповідно. Так само велика кількість назв для цієї династії (зокрема Стара династія або Рід Еріка Переможця ― обидві назви використовуються, якщо йде мова про його нащадків) існує саме через небажання віддавати перевагу конкретному історичному джерелу.

### Хронологія
Для королів раннього часу існують певні хронологічні точки відліку: згідно із низкою джерел, Бйорн Залізнобокий мав правити у 860–х рр. Проте згідно із сагою про Гервер, його онук Ерік IV Анундссон мав бути сучасником норвезького конунга Гаральда Прекрасноволосого, який народився близько 850 року. Вважається, що Ерік Анундссон був дідом Еріка Переможця, який, у свою чергу, став шведським конунгом наприкінці Х століття (згадується, що Гаральд Прекрасноволосий помер саме за часів життя Еріка).
Якщо ж прийняти ототожнення із конунгом Бйорном, якого згадує єпископ Ансгар, виникає інша проблема: Бйорн мав померти за кілька років до другого прибуття Ансгара на Бірку у 852 році, і таким чином Ерік Анундссон та Бйорн Ерікссон правили би разом приблизно 120 років.

## Конунги династії Мунсе
Лінія конунгів династії Мунсе, подана в ісландських сагах, не підтримується сучасними істориками, так само, як і самі легендарні конунги (за винятком ймовірного зачинателя династії, Бйорна Залізнобокого) зазвичай не розглядаються у якості реальних історичних осіб. Четверо конунгів із династії, існування яких підтверджене численними джерелами і які таким чином вважаються реальними історичними правителями Швеції, а також визнаються такими сучасною шведською монархією, є Ерік VI Переможець, Улоф III Шетконунг, Анунд III Якоб та Емунд Старий.
Відповідь на питання, хто був першим королем Швеції, залежить від того, що мається на увазі під «Швецією» ― найдавнішим королем, що правив землями Свеаланду та Йоталанду, центральними територіями країни, був Улоф Шетконунг, який також посідає перше місце у списках середньовічних королів Швеції. Першим королем з даної династії, існування якого підтверджене документальними джералами, був все ж Ерік Переможець.
Оскільки серед шведів було прийнято обирати правителів, не дивно, що завжди існувало декілька конунгів, які претендували на трон всієї країни; так само деякі конунги правили разом як співправителі. Так, згідно із джерелами, Бйорн II Гоґський та Анунд II Упсальський правили разом, так само робили і Улоф II Бйорнсон разом з Еріком Переможцем. Окрім того стверджується, що Ерік Переможець був змушений запропонувати свого майбутнього сина, Улофа Шетконунга, у якості співправителя, щоб ним не став Стюрбйорн Сильний. Найпростіше пояснення цьому явищу, ймовірно, полягає в тому, що звичай співправителів продовжувався і надалі, а джерела просто не надавали подальших подробиць щодо цього.
| Зображення | Ім'я                                | Приблизний період правління | Спадкоємність та інші відомості | Примітки      |
| ---------- | ----------------------------------- | --------------------------- | --- | ------------- |
|            | Ерік Переможець Eiríkr inn sigrsæli | 970–995 (25 років)          | | [ 11 ] [ 12 ] |
|            | Улоф Шетконунг Óláfr skautkonungr   | 995–1022 (27 років)         | Син Еріка Переможця, перший християнський король Швеції та перший правитель країни, який почав карбувати монети. Інколи вважається першим королем Швеції. Найдавніший король, який, за свідченнями, правив землями Свеаланду та Йоталанду, центральними територіями Швеції. Уклав союз із Ярославом Мудрим, видавши за нього свою дочку Інгінгерду. | [ 11 ] [ 12 ] |
|            | Анунд Якоб Anundr Iacob             | 1022–1050 (28 років)        | Син Улофа Шетконунга. Згідно з пізнішими джерелами, мав прізвисько «Спалювач вугілля» (швед. Kolbränna) через те, що він начебто спалював будинки своїх супротивників. Найбільш ранні шведські та німецькі джерела ставляться до нього позитивно.                                                                                                   | [ 11 ]        |
|            | Емунд Старий Æmunðær gamlæ          | 1050–1060 (10 років)        | Незаконнонароджений син Улофа Шетконунга та останній конунг з династії. Після його смерті правителем Швеції став Стенкіль з династії Стенкілів. Певним чином, ймовірно, по жіночій лінії або через шлюб, Стенкіль мів мати стосунок до династії Мунсе.                                                                                              | [ 11 ]        |

### Сага про Гервер та Гейдрека
Сага про Гервер та Гейдрека у деяких своїх версіях має додаток, який містить перелік правителів Швеціі починаючи з Інґ'яльда Підступного, останнього конунга з династії Інґлінґів. Спершу Швецією правив Івар Широкі Обійми, згодом ― Гаральд Боєзуб та його син Ейстейнн Жорстокий, аж поки Швецію не завоював Бйорн Залізнобокий. Він заснував династію Мунсе, і надалі сага прослідковує лінію його нащадків до самого Філіпа Гальстенстона.

Згідно із сагою, рід Бйорна Залізнобокого та його нащадків виглядав наступним чином:
|  |  |  |  |                                                                                         |                                                                                         |                                                                                         |                                                                                         |                                                                                         |                                                                                         |                                                      |                                                      | | | | | | |                                                                                 |                                                                                 |                                                                                 |                                                                                 |                                                                                 |                                                                                 | Рандвер конунг Гардарикі                            |                                                     |                        |                        |                                                |                                                |                                                |                                                |                                                                                                |                                                                                                |                                                                                                |                                                                                                |                                                                                                |                                                                                                |  |  |  |  |  |  |  |  |  |  |  |  |
|  |  |  |  |                                                                                         |                                                                                         |                                                                                         |                                                                                         |                                                                                         |                                                                                         |                                                      |                                                      | | | | | | |                                                                                 |                                                                                 |                                                                                 |                                                                                 |                                                                                 |                                                                                 |                                                     |                                                     |                        |                        |                                                |                                                |                                                |                                                |                                                                                                |                                                                                                |                                                                                                |                                                                                                |                                                                                                |                                                                                                |  |  |  |  |  |  |  |  |  |  |  |  |
|  |  |  |  |                                                                                         |                                                                                         |                                                                                         |                                                                                         |                                                                                         |                                                                                         |                                                      |                                                      | | | | | | |                                                                                 |                                                                                 |                                                                                 |                                                                                 |                                                                                 |                                                                                 | Сіґурд Перстень конунг Свеаланду та Данії           |                                                     |                        |                        |                                                |                                                |                                                |                                                |                                                                                                |                                                                                                |                                                                                                |                                                                                                |                                                                                                |                                                                                                |  |  |  |  |  |  |  |  |  |  |  |  |
|  |  |  |  |                                                                                         |                                                                                         |                                                                                         |                                                                                         |                                                                                         |                                                                                         |                                                      |                                                      | | | | | | |                                                                                 |                                                                                 |                                                                                 |                                                                                 |                                                                                 |                                                                                 |                                                     |                                                     |                        |                        |                                                |                                                |                                                |                                                |                                                                                                |                                                                                                |                                                                                                |                                                                                                |                                                                                                |                                                                                                |  |  |  |  |  |  |  |  |  |  |  |  |
|  |  |  |  |                                                                                         |                                                                                         |                                                                                         |                                                                                         |                                                                                         |                                                                                         |                                                      |                                                      | | | | | | |                                                                                 |                                                                                 |                                                                                 |                                                                                 |                                                                                 |                                                                                 | Рагнар Лодброк конунг Данії                         |                                                     |                        |                        |                                                |                                                |                                                |                                                |                                                                                                |                                                                                                |                                                                                                |                                                                                                |                                                                                                |                                                                                                |  |  |  |  |  |  |  |  |  |  |  |  |
|  |  |  |  |                                                                                         |                                                                                         |                                                                                         |                                                                                         |                                                                                         |                                                                                         |                                                      |                                                      | | | | | | |                                                                                 |                                                                                 |                                                                                 |                                                                                 |                                                                                 |                                                                                 |                                                     |                                                     |                        |                        |                                                |                                                |                                                |                                                |                                                                                                |                                                                                                |                                                                                                |                                                                                                |                                                                                                |                                                                                                |  |  |  |  |  |  |  |  |  |  |  |  |
|  |  |  |  |                                                                                         |                                                                                         |                                                                                         |                                                                                         |                                                                                         |                                                                                         |                                                      |                                                      | | | | | | |                                                                                 |                                                                                 |                                                                                 |                                                                                 |                                                                                 |                                                                                 | Бйорн Залізнобокий конунг Швеції                    |                                                     |                        |                        |                                                |                                                |                                                |                                                |                                                                                                |                                                                                                |                                                                                                |                                                                                                |                                                                                                |                                                                                                |  |  |  |  |  |  |  |  |  |  |  |  |
|  |  |  |  |                                                                                         |                                                                                         |                                                                                         |                                                                                         |                                                                                         |                                                                                         |                                                      |                                                      | | | | | | |                                                                                 |                                                                                 |                                                                                 |                                                                                 |                                                                                 |                                                                                 |                                                     |                                                     |                        |                        |                                                |                                                |                                                |                                                |                                                                                                |                                                                                                |                                                                                                |                                                                                                |                                                                                                |                                                                                                |  |  |  |  |  |  |  |  |  |  |  |  |
|  |  |  |  |                                                                                         |                                                                                         |                                                                                         |                                                                                         |                                                                                         |                                                                                         |                                                      |                                                      | | | | | | |                                                                                 |                                                                                 |                                                                                 |                                                                                 |                                                                                 |                                                                                 |                                                     |                                                     |                        |                        |                                                |                                                |                                                |                                                |                                                                                                |                                                                                                |                                                                                                |                                                                                                |                                                                                                |                                                                                                |  |  |  |  |  |  |  |  |  |  |  |  |
|  |  |  |  |                                                                                         |                                                                                         |                                                                                         |                                                                                         |                                                                                         |                                                                                         |                                                      |                                                      | | | | | | | Ерік II Бйорнсон конунг Швеції (ймовірно, правив спільно із Рефілом Бйорнсоном) | Ерік II Бйорнсон конунг Швеції (ймовірно, правив спільно із Рефілом Бйорнсоном) | Ерік II Бйорнсон конунг Швеції (ймовірно, правив спільно із Рефілом Бйорнсоном) | Ерік II Бйорнсон конунг Швеції (ймовірно, правив спільно із Рефілом Бйорнсоном) | Ерік II Бйорнсон конунг Швеції (ймовірно, правив спільно із Рефілом Бйорнсоном) | Ерік II Бйорнсон конунг Швеції (ймовірно, правив спільно із Рефілом Бйорнсоном) |                                                     |                                                     |                        |                        |                                                |                                                | Рефіл Бйорнсон                                 | Рефіл Бйорнсон                                 | Рефіл Бйорнсон                                                                                 | Рефіл Бйорнсон                                                                                 | Рефіл Бйорнсон                                                                                 | Рефіл Бйорнсон                                                                                 |                                                                                                |                                                                                                |  |  |  |  |  |  |  |  |  |  |  |  |
|  |  |  |  |                                                                                         |                                                                                         |                                                                                         |                                                                                         |                                                                                         |                                                                                         |                                                      |                                                      | | | | | | | Ерік II Бйорнсон конунг Швеції (ймовірно, правив спільно із Рефілом Бйорнсоном) | Ерік II Бйорнсон конунг Швеції (ймовірно, правив спільно із Рефілом Бйорнсоном) | Ерік II Бйорнсон конунг Швеції (ймовірно, правив спільно із Рефілом Бйорнсоном) | Ерік II Бйорнсон конунг Швеції (ймовірно, правив спільно із Рефілом Бйорнсоном) | Ерік II Бйорнсон конунг Швеції (ймовірно, правив спільно із Рефілом Бйорнсоном) | Ерік II Бйорнсон конунг Швеції (ймовірно, правив спільно із Рефілом Бйорнсоном) |                                                     |                                                     |                        |                        |                                                |                                                | Рефіл Бйорнсон                                 | Рефіл Бйорнсон                                 | Рефіл Бйорнсон                                                                                 | Рефіл Бйорнсон                                                                                 | Рефіл Бйорнсон                                                                                 | Рефіл Бйорнсон                                                                                 |                                                                                                |                                                                                                |  |  |  |  |  |  |  |  |  |  |  |  |
|  |  |  |  |                                                                                         |                                                                                         |                                                                                         |                                                                                         |                                                                                         |                                                                                         |                                                      |                                                      | | | | | | |                                                                                 |                                                                                 |                                                                                 |                                                                                 |                                                                                 |                                                                                 |                                                     |                                                     |                        |                        |                                                |                                                |                                                |                                                |                                                                                                |                                                                                                |                                                                                                |                                                                                                |                                                                                                |                                                                                                |  |  |  |  |  |  |  |  |  |  |  |  |
|  |  |  |  |                                                                                         |                                                                                         |                                                                                         |                                                                                         |                                                                                         |                                                                                         |                                                      |                                                      | | | Бйорн II конунг Швеції (бл. 829 - бл. 831)                                                                     | Бйорн II конунг Швеції (бл. 829 - бл. 831)                                                                     | Бйорн II конунг Швеції (бл. 829 - бл. 831)                                                                     | Бйорн II конунг Швеції (бл. 829 - бл. 831)                                                                     | Бйорн II конунг Швеції (бл. 829 - бл. 831)                                      | Бйорн II конунг Швеції (бл. 829 - бл. 831)                                      |                                                                                 |                                                                                 | Анунд II конунг Швеції                                                          | Анунд II конунг Швеції                                                          | Анунд II конунг Швеції                              | Анунд II конунг Швеції                              | Анунд II конунг Швеції | Анунд II конунг Швеції |                                                |                                                | Ерік III конунг Швеції                         | Ерік III конунг Швеції                         | Ерік III конунг Швеції                                                                         | Ерік III конунг Швеції                                                                         | Ерік III конунг Швеції                                                                         | Ерік III конунг Швеції                                                                         |                                                                                                |                                                                                                |  |  |  |  |  |  |  |  |  |  |  |  |
|  |  |  |  |                                                                                         |                                                                                         |                                                                                         |                                                                                         |                                                                                         |                                                                                         |                                                      |                                                      | | | Бйорн II конунг Швеції (бл. 829 - бл. 831)                                                                     | Бйорн II конунг Швеції (бл. 829 - бл. 831)                                                                     | Бйорн II конунг Швеції (бл. 829 - бл. 831)                                                                     | Бйорн II конунг Швеції (бл. 829 - бл. 831)                                                                     | Бйорн II конунг Швеції (бл. 829 - бл. 831)                                      | Бйорн II конунг Швеції (бл. 829 - бл. 831)                                      |                                                                                 |                                                                                 | Анунд II конунг Швеції                                                          | Анунд II конунг Швеції                                                          | Анунд II конунг Швеції                              | Анунд II конунг Швеції                              | Анунд II конунг Швеції | Анунд II конунг Швеції |                                                |                                                | Ерік III конунг Швеції                         | Ерік III конунг Швеції                         | Ерік III конунг Швеції                                                                         | Ерік III конунг Швеції                                                                         | Ерік III конунг Швеції                                                                         | Ерік III конунг Швеції                                                                         |                                                                                                |                                                                                                |  |  |  |  |  |  |  |  |  |  |  |  |
|  |  |  |  |                                                                                         |                                                                                         |                                                                                         |                                                                                         |                                                                                         |                                                                                         |                                                      |                                                      | | | | | | |                                                                                 |                                                                                 |                                                                                 |                                                                                 | Ерік IV Анундссон конунг Швеції                                                 |                                                                                 |                                                     |                                                     |                        |                        |                                                |                                                |                                                |                                                |                                                                                                |                                                                                                |                                                                                                |                                                                                                |                                                                                                |                                                                                                |  |  |  |  |  |  |  |  |  |  |  |  |
|  |  |  |  |                                                                                         |                                                                                         |                                                                                         |                                                                                         |                                                                                         |                                                                                         |                                                      |                                                      | | | | | | |                                                                                 |                                                                                 |                                                                                 |                                                                                 |                                                                                 |                                                                                 |                                                     |                                                     |                        |                        |                                                |                                                |                                                |                                                |                                                                                                |                                                                                                |                                                                                                |                                                                                                |                                                                                                |                                                                                                |  |  |  |  |  |  |  |  |  |  |  |  |
|  |  |  |  |                                                                                         |                                                                                         |                                                                                         |                                                                                         |                                                                                         |                                                                                         |                                                      |                                                      | | | | | | |                                                                                 |                                                                                 |                                                                                 |                                                                                 | Бйорн Еріксон (помер 932) конунг Швеції з кінця 882                             |                                                                                 |                                                     |                                                     |                        |                        |                                                |                                                |                                                |                                                |                                                                                                |                                                                                                |                                                                                                |                                                                                                |                                                                                                |                                                                                                |  |  |  |  |  |  |  |  |  |  |  |  |
|  |  |  |  |                                                                                         |                                                                                         |                                                                                         |                                                                                         |                                                                                         |                                                                                         |                                                      |                                                      | | | | | | |                                                                                 |                                                                                 |                                                                                 |                                                                                 |                                                                                 |                                                                                 |                                                     |                                                     |                        |                        |                                                |                                                |                                                |                                                |                                                                                                |                                                                                                |                                                                                                |                                                                                                |                                                                                                |                                                                                                |  |  |  |  |  |  |  |  |  |  |  |  |
|  |  |  |  |                                                                                         |                                                                                         |                                                                                         |                                                                                         |                                                                                         |                                                                                         |                                                      |                                                      | | | | | | |                                                                                 |                                                                                 |                                                                                 |                                                                                 |                                                                                 |                                                                                 |                                                     |                                                     |                        |                        |                                                |                                                |                                                |                                                |                                                                                                |                                                                                                |                                                                                                |                                                                                                |                                                                                                |                                                                                                |  |  |  |  |  |  |  |  |  |  |  |  |
|  |  |  |  | Сігрід Горда                                                                            | Сігрід Горда                                                                            | Сігрід Горда                                                                            | Сігрід Горда                                                                            | Сігрід Горда                                                                            | Сігрід Горда                                                                            |                                                      |                                                      | Ерік VI Переможець (помер 995) конунг Швеції з 970 (правив спільноз з братом, Улофом Бйорнсоном у 970—975 рр.) | Ерік VI Переможець (помер 995) конунг Швеції з 970 (правив спільноз з братом, Улофом Бйорнсоном у 970—975 рр.) | Ерік VI Переможець (помер 995) конунг Швеції з 970 (правив спільноз з братом, Улофом Бйорнсоном у 970—975 рр.) | Ерік VI Переможець (помер 995) конунг Швеції з 970 (правив спільноз з братом, Улофом Бйорнсоном у 970—975 рр.) | Ерік VI Переможець (помер 995) конунг Швеції з 970 (правив спільноз з братом, Улофом Бйорнсоном у 970—975 рр.) | Ерік VI Переможець (помер 995) конунг Швеції з 970 (правив спільноз з братом, Улофом Бйорнсоном у 970—975 рр.) |                                                                                 |                                                                                 |                                                                                 |                                                                                 |                                                                                 |                                                                                 |                                                     |                                                     |                        |                        |                                                |                                                |                                                |                                                | Улоф II Бйорнсон (помер 975) конунг Швеції з 970 (правив спільно із братом, Еріком Переможцем) | Улоф II Бйорнсон (помер 975) конунг Швеції з 970 (правив спільно із братом, Еріком Переможцем) | Улоф II Бйорнсон (помер 975) конунг Швеції з 970 (правив спільно із братом, Еріком Переможцем) | Улоф II Бйорнсон (помер 975) конунг Швеції з 970 (правив спільно із братом, Еріком Переможцем) | Улоф II Бйорнсон (помер 975) конунг Швеції з 970 (правив спільно із братом, Еріком Переможцем) | Улоф II Бйорнсон (помер 975) конунг Швеції з 970 (правив спільно із братом, Еріком Переможцем) |  |  |  |  |  |  |  |  |  |  |  |  |
|  |  |  |  | Сігрід Горда                                                                            | Сігрід Горда                                                                            | Сігрід Горда                                                                            | Сігрід Горда                                                                            | Сігрід Горда                                                                            | Сігрід Горда                                                                            |                                                      |                                                      | Ерік VI Переможець (помер 995) конунг Швеції з 970 (правив спільноз з братом, Улофом Бйорнсоном у 970—975 рр.) | Ерік VI Переможець (помер 995) конунг Швеції з 970 (правив спільноз з братом, Улофом Бйорнсоном у 970—975 рр.) | Ерік VI Переможець (помер 995) конунг Швеції з 970 (правив спільноз з братом, Улофом Бйорнсоном у 970—975 рр.) | Ерік VI Переможець (помер 995) конунг Швеції з 970 (правив спільноз з братом, Улофом Бйорнсоном у 970—975 рр.) | Ерік VI Переможець (помер 995) конунг Швеції з 970 (правив спільноз з братом, Улофом Бйорнсоном у 970—975 рр.) | Ерік VI Переможець (помер 995) конунг Швеції з 970 (правив спільноз з братом, Улофом Бйорнсоном у 970—975 рр.) |                                                                                 |                                                                                 |                                                                                 |                                                                                 |                                                                                 |                                                                                 |                                                     |                                                     |                        |                        |                                                |                                                |                                                |                                                | Улоф II Бйорнсон (помер 975) конунг Швеції з 970 (правив спільно із братом, Еріком Переможцем) | Улоф II Бйорнсон (помер 975) конунг Швеції з 970 (правив спільно із братом, Еріком Переможцем) | Улоф II Бйорнсон (помер 975) конунг Швеції з 970 (правив спільно із братом, Еріком Переможцем) | Улоф II Бйорнсон (помер 975) конунг Швеції з 970 (правив спільно із братом, Еріком Переможцем) | Улоф II Бйорнсон (помер 975) конунг Швеції з 970 (правив спільно із братом, Еріком Переможцем) | Улоф II Бйорнсон (помер 975) конунг Швеції з 970 (правив спільно із братом, Еріком Переможцем) |  |  |  |  |  |  |  |  |  |  |  |  |
|  |  |  |  |                                                                                         |                                                                                         |                                                                                         |                                                                                         |                                                                                         |                                                                                         |                                                      |                                                      | | | | | | |                                                                                 |                                                                                 |                                                                                 |                                                                                 |                                                                                 |                                                                                 |                                                     |                                                     |                        |                        |                                                |                                                |                                                |                                                |                                                                                                |                                                                                                |                                                                                                |                                                                                                |                                                                                                |                                                                                                |  |  |  |  |  |  |  |  |  |  |  |  |
|  |  |  |  |                                                                                         |                                                                                         |                                                                                         |                                                                                         |                                                                                         |                                                                                         |                                                      |                                                      | | | | | | |                                                                                 |                                                                                 |                                                                                 |                                                                                 |                                                                                 |                                                                                 |                                                     |                                                     |                        |                        |                                                |                                                |                                                |                                                |                                                                                                |                                                                                                |                                                                                                |                                                                                                |                                                                                                |                                                                                                |  |  |  |  |  |  |  |  |  |  |  |  |
|  |  |  |  |                                                                                         |                                                                                         |                                                                                         |                                                                                         | Астрід (Естрід) (біля 979 — 1035) ободритська княжна                                    | Астрід (Естрід) (біля 979 — 1035) ободритська княжна                                    | Астрід (Естрід) (біля 979 — 1035) ободритська княжна | Астрід (Естрід) (біля 979 — 1035) ободритська княжна | Астрід (Естрід) (біля 979 — 1035) ободритська княжна                                                           | Астрід (Естрід) (біля 979 — 1035) ободритська княжна                                                           | | | Улоф III Шетконунг конунг Швеції з 995                                                                         | Улоф III Шетконунг конунг Швеції з 995                                                                         | Улоф III Шетконунг конунг Швеції з 995                                          | Улоф III Шетконунг конунг Швеції з 995                                          | Улоф III Шетконунг конунг Швеції з 995                                          | Улоф III Шетконунг конунг Швеції з 995                                          |                                                                                 |                                                                                 | Едла вендська княжна                                | Едла вендська княжна                                | Едла вендська княжна   | Едла вендська княжна   | Едла вендська княжна                           | Едла вендська княжна                           |                                                |                                                | Стюрбйорн Сильний                                                                              | Стюрбйорн Сильний                                                                              | Стюрбйорн Сильний                                                                              | Стюрбйорн Сильний                                                                              | Стюрбйорн Сильний                                                                              | Стюрбйорн Сильний                                                                              |  |  |  |  |  |  |  |  |  |  |  |  |
|  |  |  |  |                                                                                         |                                                                                         |                                                                                         |                                                                                         | Астрід (Естрід) (біля 979 — 1035) ободритська княжна                                    | Астрід (Естрід) (біля 979 — 1035) ободритська княжна                                    | Астрід (Естрід) (біля 979 — 1035) ободритська княжна | Астрід (Естрід) (біля 979 — 1035) ободритська княжна | Астрід (Естрід) (біля 979 — 1035) ободритська княжна                                                           | Астрід (Естрід) (біля 979 — 1035) ободритська княжна                                                           | | | Улоф III Шетконунг конунг Швеції з 995                                                                         | Улоф III Шетконунг конунг Швеції з 995                                                                         | Улоф III Шетконунг конунг Швеції з 995                                          | Улоф III Шетконунг конунг Швеції з 995                                          | Улоф III Шетконунг конунг Швеції з 995                                          | Улоф III Шетконунг конунг Швеції з 995                                          |                                                                                 |                                                                                 | Едла вендська княжна                                | Едла вендська княжна                                | Едла вендська княжна   | Едла вендська княжна   | Едла вендська княжна                           | Едла вендська княжна                           |                                                |                                                | Стюрбйорн Сильний                                                                              | Стюрбйорн Сильний                                                                              | Стюрбйорн Сильний                                                                              | Стюрбйорн Сильний                                                                              | Стюрбйорн Сильний                                                                              | Стюрбйорн Сильний                                                                              |  |  |  |  |  |  |  |  |  |  |  |  |
|  |  |  |  |                                                                                         |                                                                                         |                                                                                         |                                                                                         |                                                                                         |                                                                                         |                                                      |                                                      | | | | | | |                                                                                 |                                                                                 |                                                                                 |                                                                                 |                                                                                 |                                                                                 |                                                     |                                                     |                        |                        |                                                |                                                |                                                |                                                |                                                                                                |                                                                                                |                                                                                                |                                                                                                |                                                                                                |                                                                                                |  |  |  |  |  |  |  |  |  |  |  |  |
|  |  |  |  |                                                                                         |                                                                                         |                                                                                         |                                                                                         |                                                                                         |                                                                                         |                                                      |                                                      | | | | | | |                                                                                 |                                                                                 |                                                                                 |                                                                                 |                                                                                 |                                                                                 |                                                     |                                                     |                        |                        |                                                |                                                |                                                |                                                |                                                                                                |                                                                                                |                                                                                                |                                                                                                |                                                                                                |                                                                                                |  |  |  |  |  |  |  |  |  |  |  |  |
|  |  |  |  | Інгігерда (1001—1050) чоловік: Ярослав Мудрий (біля 978 — 1054) великий князь Київський | Інгігерда (1001—1050) чоловік: Ярослав Мудрий (біля 978 — 1054) великий князь Київський | Інгігерда (1001—1050) чоловік: Ярослав Мудрий (біля 978 — 1054) великий князь Київський | Інгігерда (1001—1050) чоловік: Ярослав Мудрий (біля 978 — 1054) великий князь Київський | Інгігерда (1001—1050) чоловік: Ярослав Мудрий (біля 978 — 1054) великий князь Київський | Інгігерда (1001—1050) чоловік: Ярослав Мудрий (біля 978 — 1054) великий князь Київський |                                                      |                                                      | Анунд Якоб (1007—1050) конунг Швеції з 1022                                                                    | Анунд Якоб (1007—1050) конунг Швеції з 1022                                                                    | Анунд Якоб (1007—1050) конунг Швеції з 1022                                                                    | Анунд Якоб (1007—1050) конунг Швеції з 1022                                                                    | Анунд Якоб (1007—1050) конунг Швеції з 1022                                                                    | Анунд Якоб (1007—1050) конунг Швеції з 1022                                                                    |                                                                                 |                                                                                 | Емунд Старий (помер біля 1060) конунг Швеції з 1050                             | Емунд Старий (помер біля 1060) конунг Швеції з 1050                             | Емунд Старий (помер біля 1060) конунг Швеції з 1050                             | Емунд Старий (помер біля 1060) конунг Швеції з 1050                             | Емунд Старий (помер біля 1060) конунг Швеції з 1050 | Емунд Старий (помер біля 1060) конунг Швеції з 1050 |                        |                        | Астрід чоловік: Олаф II Святий король Норвегії | Астрід чоловік: Олаф II Святий король Норвегії | Астрід чоловік: Олаф II Святий король Норвегії | Астрід чоловік: Олаф II Святий король Норвегії | Астрід чоловік: Олаф II Святий король Норвегії                                                 | Астрід чоловік: Олаф II Святий король Норвегії                                                 |                                                                                                |                                                                                                |                                                                                                |                                                                                                |  |  |  |  |  |  |  |  |  |  |  |  |
|  |  |  |  | Інгігерда (1001—1050) чоловік: Ярослав Мудрий (біля 978 — 1054) великий князь Київський | Інгігерда (1001—1050) чоловік: Ярослав Мудрий (біля 978 — 1054) великий князь Київський | Інгігерда (1001—1050) чоловік: Ярослав Мудрий (біля 978 — 1054) великий князь Київський | Інгігерда (1001—1050) чоловік: Ярослав Мудрий (біля 978 — 1054) великий князь Київський | Інгігерда (1001—1050) чоловік: Ярослав Мудрий (біля 978 — 1054) великий князь Київський | Інгігерда (1001—1050) чоловік: Ярослав Мудрий (біля 978 — 1054) великий князь Київський |                                                      |                                                      | Анунд Якоб (1007—1050) конунг Швеції з 1022                                                                    | Анунд Якоб (1007—1050) конунг Швеції з 1022                                                                    | Анунд Якоб (1007—1050) конунг Швеції з 1022                                                                    | Анунд Якоб (1007—1050) конунг Швеції з 1022                                                                    | Анунд Якоб (1007—1050) конунг Швеції з 1022                                                                    | Анунд Якоб (1007—1050) конунг Швеції з 1022                                                                    |                                                                                 |                                                                                 | Емунд Старий (помер біля 1060) конунг Швеції з 1050                             | Емунд Старий (помер біля 1060) конунг Швеції з 1050                             | Емунд Старий (помер біля 1060) конунг Швеції з 1050                             | Емунд Старий (помер біля 1060) конунг Швеції з 1050                             | Емунд Старий (помер біля 1060) конунг Швеції з 1050 | Емунд Старий (помер біля 1060) конунг Швеції з 1050 |                        |                        | Астрід чоловік: Олаф II Святий король Норвегії | Астрід чоловік: Олаф II Святий король Норвегії | Астрід чоловік: Олаф II Святий король Норвегії | Астрід чоловік: Олаф II Святий король Норвегії | Астрід чоловік: Олаф II Святий король Норвегії                                                 | Астрід чоловік: Олаф II Святий король Норвегії                                                 |                                                                                                |                                                                                                |                                                                                                |                                                                                                |  |  |  |  |  |  |  |  |  |  |  |  |
|  |  |  |  |                                                                                         |                                                                                         |                                                                                         |                                                                                         |                                                                                         |                                                                                         |                                                      |                                                      | | | | | | |                                                                                 |                                                                                 | Анунд Емундсон                                                                  |                                                                                 |                                                                                 |                                                                                 |                                                     |                                                     |                        |                        |                                                |                                                |                                                |                                                |                                                                                                |                                                                                                |                                                                                                |                                                                                                |                                                                                                |                                                                                                |  |  |  |  |  |  |  |  |  |  |  |  |

### Vita Ansgari та Адам Бременський
Рімберт, який подорожував разом з єпископом Ансґаром до Швеції у IX столітті у якості місіонера, згадував деяких конунгів у своїй праці Vita Ansgari. Оскільки Рімберт був сучасником конунгів, про яких писав, цей текст вважається достовірним джерелом. Адам Бременський у свою чергу посилається на конунгів, згаданих Рімбертом, та доповнює його правителями з наступних століть. Втім, різниця у часі цього разу є більшою, і тому його праці вважаються менш надійними джерелами про час до правління Еріка Переможця. Попри те, що жодне з двох джерел не надає генеалогічної інформації, яка б із впевненістю пов'язувала згаданих ними конунгів з Еріком Переможцем та його нащадками, вони зазвичай вважають частиною однієї і тієї самої правлячої династії. Було здійснено низку спроб для приведення у відповідність конунгів з текстів Рімберта та Адама Бременського до конунгів, згаданих в сагах (існування яких з іншого боку заперечується створеними текстами), але через брак документальних свідчень ці прагнення визнані ненадійними та такими, які неможливо перевірити.

##### Конунги, згадані у Vita Ansgari
- Бйорн ― правив у 829 році, коли Ансґар уперше відвідав Швецію і побував у важливому портовому поселенні Бірка. За свідченнями, Бйорн був приязний до місіонерів, але не схотів навернутися до християнства (хоча це зробив один з його головних радників, Херґейр).[18]
- Анунд ― не згадується у якості правителя Бірки (ймовірно, він правив на іншій території Швеції), був вигнаний зі Швеції та шукав прихистку в Данії. Анунд пообіцяв Бірку данцям як винагороду за допомогу у помсті та напав на це поселення у 840 році. Оскільки Бірка лишається під правлінням шведських конунгів, скоріше за все, Анунд зазнав поразки.[18]
- Ерік ― помер фактично перед другим прибуттям Ансґара до Швеції у 852 році. За текстами Рімберта, хтось із шведів, налаштованих проти християнства, стверджував, що Еріку поклонялись як богу нарівні з іншими представниками скандинавського пантеону замість нового християнського бога.[18]
- Улоф ― правив у 852 році під час другого візиту Ансґара до Швеції, зійшовши на трон фактично перед його прибуттям.[18] Становище Улофа було слабким, адже він не наважився підтримати християнську місію Ансґара та Рімберта через страх засмутити свій народ. Згідно з Рімбертом, Улоф мав провести перемовини зі шляхтою і воля богів (тобто вирішення того, що робити далі) було обрано фактично лотереєю, результати якої залежали скоріше від релігійних діячів, аніж від самого короля. Очевидно, Улоф також вів війни проти Курляндії.[12]

##### Конунги, згадані Адамом Бременським
- Рінґ ― можливо, правив разом зі своїми синами, Еріком та Емундом. Якщо це насправді було так, то це відбувалося у 936 році; якщо ж ні ― Рінґ міг правити раніше, а близько 936 року на престолі міг бути його син Емунд.[12][18]
- Ерік ― син Рінґа та, можливо, його співправитель або прямий спадкоємець.[12][18]
- Емунд ― син Рінґа та, можливо, його співправитель разом з Еріком, або ж прямий спадкоємець Еріка Рінґссона.[12][18]
- Емунд ― син Еріка та прямий спадкоємець Емунда Рінґссона (або ж певною мірою співправитель попередніх трьох монархів).[18] Адам Бременський називає цього конунга попередником Еріка VI Переможця.[19]

### Інші королі
Існує ще низка конунгів, згаданих у різних джерелах, але вони або непослідовно вказані у переліку правителів, або відсутні в ньому взагалі. Це зокрема:
- Ерік, згаданий на рунічному камені Спарлеса (датований 800 роком) як конунг Уппсали;[18]
- Ерік Ведергатт;
- Ерік Орсель.